# П'ятовська (Тарногський район)
П'я́товська (рос. Пятовская) — присілок у складі Тарногського району Вологодської області, Росія. Входить до складу Тарногського сільського поселення.

## Населення
Населення — 18 осіб (2010; 19 у 2002).
Національний склад (станом на 2002 рік):
- росіяни — 100 %